# Тилозавр
Тилозавр (Tylosaurus) — рід мозазаврів (викопної групи хижих морських ящірок), що існував близько 92—66 мільйонів років тому у туронському до маастрихтському етапах пізньої крейди. Його скам'янілості були знайдені переважно в північній частині Атлантичного океану, в тому числі в Північній Америці, Європі та Африці. 

## Опис
Загальна довжина сягала 15 м при вазі 25 т. Мали дуже велику голову з подовженим ростром. Зуби були сплощені зсередини, їхня зовнішня поверхня була закруглена. Череп тилозавра — легкий. Кінчик ростра був позбавлений зубів. Ростр, ймовірно, був зосередженням багатьох нервових закінчень або електрорецепторів, що дозволяли полювати в непроглядній темряві.
Скелет тилозавра досить легкий, складається з предкрестцових 29—30, 33—34 хвостових з «шевронами» крижових 6—7, 56—78 термінальних хвостових хребців. Грудна клітка бочкоподібна, мається хрящова грудина. Ласти тилозавра були відносно вузькими. Є відбитки шкіри, що показують малюнок з ромбічних лусочок, при цьому лусочки величезного тилозавра дрібніші, ніж у гримучої змії, яка набагато менша нього за розмірами.

## Спосіб життя
Увесь час проводили у воді, для чого були добре пристосовані. Занурювались на доволі значну глибину. Живилися рибою, акулами, молюсками, амонітами, іхтіозаврами, птахами, дрібними мозазаврами.
Це були живородні морські ящірки.

## Види
Наразі вісім видів тилозаврів визнані вченими таксономічно валідними. До них належать:
- T. proriger
- T. nepaeolicus
- T. bernardi
- T. gaudryi
- T. ivoensis
- T. iembeensis
- T. pembinensis
- T. saskatchewanensis